# 蒙古軍政府

蒙古軍政府
蒙古軍政府

蒙古軍政府（もうこぐんせいふ）は、1936年に内蒙古（南モンゴル）に樹立された日本の傀儡政府。

## 概要
1933年に日本軍は熱河省更には察哈爾省東部まで占領し、7月にはデムチュクドンロブ（徳王）ら内蒙古一帯の有力者が集まって国民政府に自治を要求。これに対し国民政府は蒙古地方自治政務委員会を設置し、ユンデン・ワンチュク（雲王）を委員長に据えたが実権は自治指導長官の何応欽が握っていて形式的なものに過ぎなかった。
このためデムチュクドンロブは関東軍と連絡を取り内蒙古の独立へと動いたが、1936年に至り国民政府は蒙古地方自治政務委員会を察哈爾・綏遠の各蒙政委員会に分割し関東軍やデムチュクドンロブの動きを制限しようとした。これに対して2月にデムチュクドンロブは蒙古軍司令部を立ち上げ、5月12日には徳化に蒙古軍政府を樹立した。軍政府はモンゴル人によって構成されていたものの、村谷彦治郎首席顧問・山内源作軍事顧問など関東軍から派遣された日本人顧問が内面指導していた。